# OpenSolaris
OpenSolaris fue un sistema operativo libre publicado en 2005 a partir de la versión privativa de Solaris de Sun Microsystems, ahora parte de Oracle Corporation. OpenSolaris es también el nombre de un proyecto iniciado en 2005 por Sun para construir y desarrollar una comunidad de usuarios alrededor de las tecnologías del sistema operativo del mismo nombre. Después de la adquisición de Sun Microsystems, en agosto de 2010, Oracle decidió interrumpir la publicación y distribución de OpenSolaris, así como su modelo de desarrollo, basado en la disponibilidad de versiones de desarrollo compiladas cada dos semanas y versiones estables cada seis meses. Sin embargo, los términos de su licencia libre no han sido modificados, por lo que el código fuente afectado por ella será publicado cuando Oracle publique nuevas versiones de Solaris.
A raíz del cierre del repositorio de OpenSolaris por parte de Oracle, un grupo de ex-desarrolladores de OpenSolaris decidió hacer una bifurcación del código y ahora el desarrollo del núcleo del sistema operativo (o lo que hubiera sido OpenSolaris) continúa con un nuevo proyecto de la comunidad llamada Illumos. Illumos es básicamente el código fuente de OpenSolaris, pero reemplazando los componentes privativos que quedaban por código libre, y basado en el desarrollo continuo en forma de comunidad.
La licencia de OpenSolaris (CDDL), de tipo copyleft, no es compatible con la GPL, si bien es reconocida como una licencia libre tanto por la FSF como por la OSI.
OpenSolaris se deriva del código base del BSD y System V, aunque gran parte de él ha sido modificado desde las versiones de inicios de la década de 1990. Es el único derivado del System V con el código fuente disponible. Durante algún tiempo, se especuló con la posibilidad de que Sun Microsystems licenciara OpenSolaris bajo la GPLv3, lo que facilitaría la compatibilidad con la gran cantidad de código disponible bajo GPL (especialmente en el ámbito de los sistemas Linux). Sin embargo, hasta el momento no ha habido ningún movimiento al respecto, y la mayor parte del código de OpenSolaris se sigue publicando bajo CDDL.
Alrededor de 16.400 miembros están registrados en la comunidad de OpenSolaris, parte de una activa comunidad de usuarios que está creciendo globalmente, con docenas de comunidades de tecnologías OpenSolaris desarrollándose, especialmente en su sitio web oficial. Hay al menos 38 grupos de usuarios a nivel mundial. Relacionada con todo ello, también está creándose una comunidad alrededor de la arquitectura de hardware libre de SPARC de Sun, llamada OpenSPARC.

## Historia
Los planes para hacer una versión libre de Solaris comenzaron a principios de 2004. Se formó un equipo multidisciplinario para considerar todos los aspectos del proyecto: la licencia, modelos de negocio, administración, codesarrollo y análisis del código de fuente, herramientas, comercialización, diseño y desarrollo de la comunidad. Un software experimental[cita requerida] fue formado en septiembre de 2004 con 18 personas que no eran miembros de Sun y funcionó durante 9 meses, en los cuales vinieron 145 participantes externos.
La apertura del código fuente de Solaris ha sido un proceso que se ha ido incrementando. La primera parte del código base de Solaris que se liberó fue la facilidad de trazo dinámica de Solaris (conocida comúnmente como DTrace), una herramienta para los administradores y desarrolladores que ayuda al sistema para el funcionamiento y la utilización óptimos. DTrace fue lanzado el 25 de enero de 2005. En aquel momento era algo muy bueno pero no logró ser el mejor dentro de todas las descripciones que poseía, Sun también lanzó la primera fase del sitio web de opensolaris.org, anunciando que la base del código de OpenSolaris sería lanzada bajo la CDDL, y anunció el intento para formar la Community Advisory Board (CAB). El día del lanzamiento, en el cual el código de sistema de Solaris fue lanzado, fue el 14 de junio de 2005. Sigue siendo un código de sistema que no está liberado, y está disponible solamente como archivos binarios. El código fuente de OpenSolaris representa el código de la estructura del desarrollo más reciente de Solaris.
Cinco miembros del CAB fueron anunciados el 4 de abril de 2005: dos fueron elegidos por la comunidad experimental, dos fueron designados por Sun, y uno fue designado por la comunidad de software libre por Sun. Los miembros del Consejo consultivo de la comunidad de 2005/2006 OpenSolaris eran Roy Fielding, Al Hopper, Rich Teer, Casper Dik, y Simón Phipps. El 10 de febrero de 2006 Sun firmó la carta de OpenSolaris, haciéndose un grupo independiente la comunidad de OpenSolaris bajo dirección del tablero que gobernaba de OpenSolaris (OGB). El CAB anterior se convirtió en el primer OGB, con la tarea de crear y de confirmar el gobierno de la comunidad de OpenSolaris no más adelante que el 30 de junio de 2006. El trabajo de crear el documento o la “constitución” del gobierno estaba en marcha conducido por un grupo de funcionamiento del gobierno que abarca el OGB y tres miembros invitados, Stephen Hahn y Keith Wesolowski (desarrolladores en la organización de Solaris de Sun) y Ben Rockwood (miembro de la Comunidad prominente de OpenSolaris). Sin embargo, problemas con la visión de Oracle sobre el sistema llevaron a la disolución de su comité.

## Licencia
Sun publicó la mayor parte del código fuente de Solaris bajo la CDDL, que se basa en la versión pública 1.1 de Mozilla Public License (MPL). La licencia CDDL fue aprobada como licencia abierta por la Open Source Initiative (OSI) en enero de 2005 y cumple la definición de software libre de la FSF. La licencia CDDL es de tipo copyleft débil (un híbrido entre el copyleft de la GPL y las licencias permisivas de tipo BSD). A diferencia del copyleft fuerte (tipo GPL), el código bajo CDDL puede ser combinado con código bajo otras licencias (incluso privativas) para producir binarios en un proyecto mayor. Sin embargo, al igual que en la GPL, cualquier copia o modificación del código fuente bajo CDDL debe mantenerse bajo la misma licencia.
Durante el anuncio de Sun de la publicación de Java bajo la General Public License (GPL), Jonathan Schwartz y Rich Green hicieron alusión a la posibilidad de lanzar Solaris bajo la GPL. Green dijo que él no era "ciertamente" contrario a relicenciar bajo la GPL. Cuando Schwartz lo presionó, Green dijo que Sun "echaría un vistazo a esto". En enero de 2007, eWeek especuló, a partir de fuentes anónimas de Sun, con que OpenSolaris podría tener una licencia doble (bajo CDDL y GPLv3). Green respondió en su blog al día siguiente que el artículo de eWeek era incorrecto y que, aunque Sun estaba considerándolo seriamente, la decisión se sometería al resto de la comunidad de OpenSolaris.

## Distribuciones
Al igual que sucede en el ámbito de Linux, existen varias distribuciones basadas en OpenSolaris, algunas de ellas respaldadas por ingenieros de Sun y otras totalmente independientes:
- Belenix: desarrollada por ingenieros de India Engineering Centre de Sun, mantenida por la comunidad. Fue la segunda distro basada en OpenSolaris. Indiana se basó en ella. Ahora trata de resituarse para cubrir el nicho de escritorio KDE (Indiana trae Gnome). Orientada a escritorio.
- Nexenta OS: Proyecto independiente de Sun, basada en Debian/Ubuntu y en el sistema de paquetes apt. Es la primera distribución que combina las librerías gcc y las herramientas GNU con el kernel SunOS de OpenSolaris. Existe una versión privativa (shareware) orientada al servidor (NexentaStor).
- OpenSolaris release, Live CD (antes llamada Indiana). Es la versión del proyecto Indiana, apoyada oficialmente por Sun, liderada por Ian Murdock y que está aglutinando a la comunidad de voluntarios de OpenSolaris. Orientada a escritorio pero fácilmente adaptable a servidores.
- marTux: LiveCD/DVD, primera distribución para SPARC. El proyecto no se actualiza desde hace tiempo.[13]
- Polaris: versión experimental para PowerPC.
- SchilliX: Live CD orientado a Gestión.
- OpenSolaris for System z

## Congresos

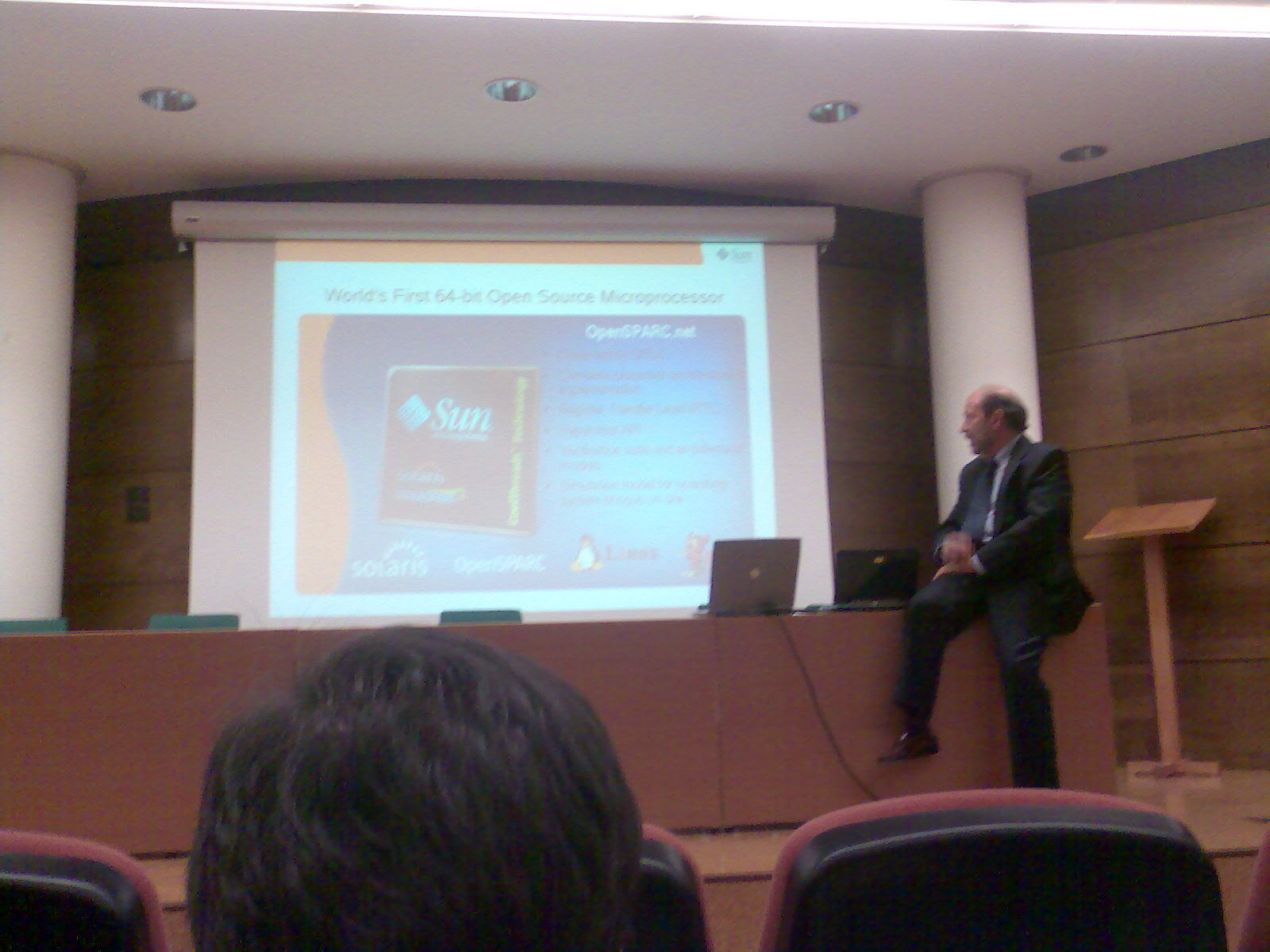
"Sesión Técnica Sun OpenSource Technologies" en la Universidad de Alcalá el 11 de diciembre de 2007.

En febrero de 2007 se celebró en Berlín (Alemania) la OSDevCon, primer congreso mundial organizado por la comunidad y dedicada íntegramente a OpenSolaris organizado por el Germán Unix User Group (GUUG). Al año siguiente (2008), la OSDevCon se celebró en Praga (Chequia). El congreso de 2009 se celebró en Dresde (Alemania) a finales de octubre, también organizado por el Germán Unix User Group. Estos congresos, dirigidos por igual a desarrolladores, entusiastas y usuarios de OpenSolaris, cubren todo tipo de temas relacionados con el proyecto, desde el kernel hasta el escritorio, pasando por cuestiones de seguridad, distribuciones de usuario, etc.